# Селищев, Михаил Александрович
Михаи́л Алекса́ндрович Сели́щев (5 декабря 1962, Ливны, Орловская область) — российский художник, работающий в области декоративно-прикладного искусства.

## Биография
Михаил Александрович Селищев родился 5 декабря 1962 года в городе Ливны (Орловская область):70. Его отец — А. Н. Селищев, в 1955 году организовал первую городскую студию изобразительного искусства, а позже Детскую художественную школу, где начинали своё обучение все современные ливенские художники. К ним относится и Михаил Александрович:74. Далее творческая биография шла следующим образом:70:
- 1974—1978 гг. Учёба в Московской средней художественной школе при Московском государственном художественном институте им. В. И. Сурикова
- 1978—1982 гг. Учёба в Московском художественном училище памяти 1905 года на театральном отделении (преп. Н. Н. Меркушев), окончил с отличием
- 1982—1988 гг. Учеба в Московском государственном художественном институте им. В. И. Сурикова (мастерская монументальной живописи проф. К. А. Тутеволь)
- 1988 год — Защита дипломного проекта «Витражи ст. метро „Дружба народов“ для Киевского метрополитена» (мастерская монументально-декоративного искусства, проф. К. А. Тутеволь)
- 1988—1991 гг. Работа художником-монументалистом в художественном фонде Комсомольска-на-Амуре (Хабаровский край)
- 1990 год — Начало работы в технике эмали
- 1991 год — Вступление в Союз художников СССР
- 1992 год — Создание мастерской в Ростове (Ярославская область)
- 1992 год — Вступление в Союз художников России
- 1995 год — Создание Дома творчества и художественной галереи «Хорс»
- 2003 год — Вступление в ИКОМ (Международный совет музеев)
- 2004 год — Создание Творческого объединения «Хорс»
- 2005 год — Вступление в Московский Союз художников

## Создание Дома творчества и художественной галереи «Хорс»

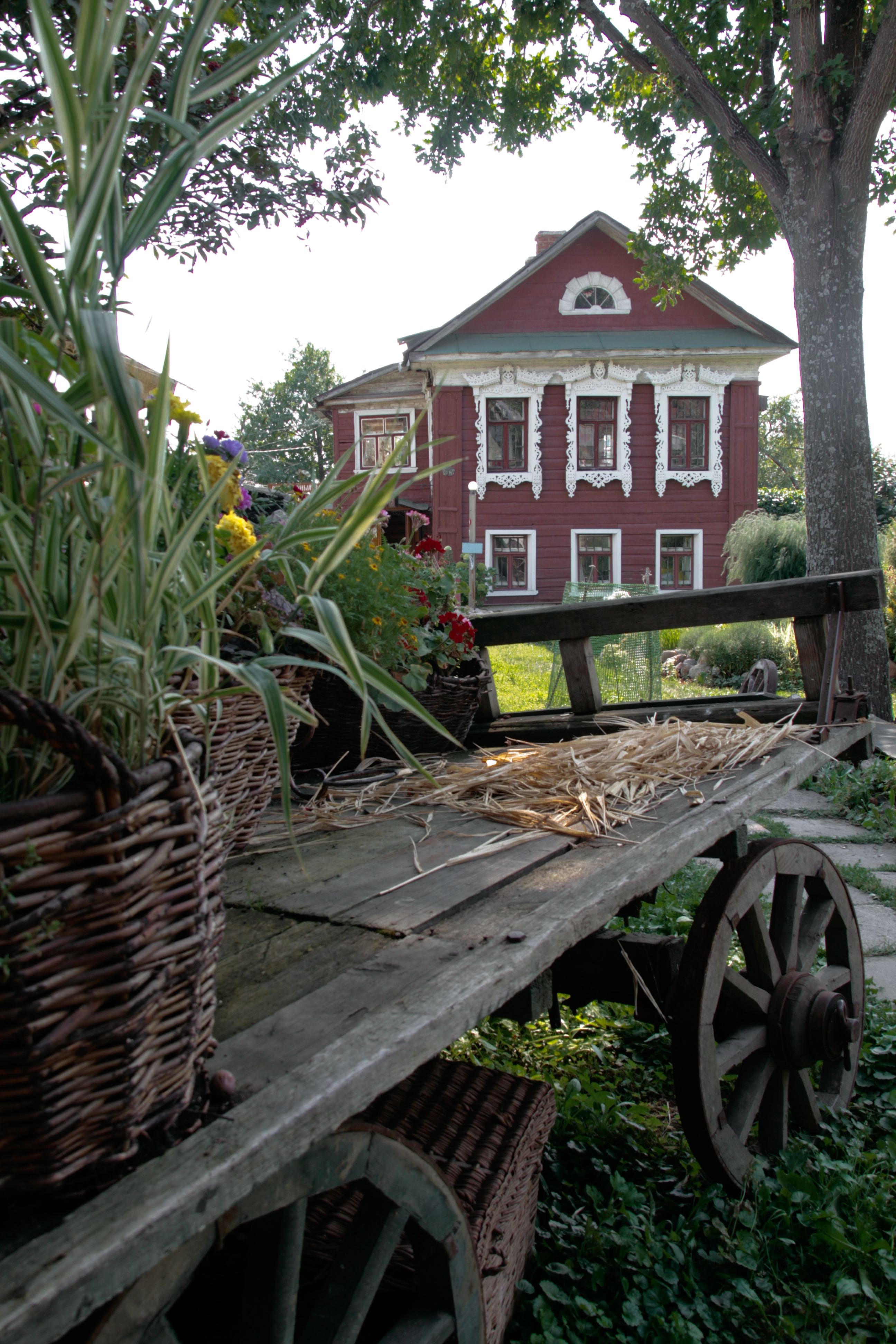
Художественная галерея «Хорс», Ростов

Начало 90-х прошлого века, как пост перестроечное время, характерно быстрыми изменениями в жизни России. Для Михаила Селищева этот период связан с обращением к технике горячей эмали и как следствие с развитием контактов в Ростове — центре российской финифти.
Зимой 1992 года Селищев М. А. создает в Ростове художественную мастерскую:11. В этом ему помогает мама — Селищева Наталья Федоровна. По её инициативе удается присмотреть сильно обветшавшее, аварийное, подлежащее сносу строение. Располагалось оно у Кремля, на набережной озера Неро, в самом центре города. Это деревянный купеческий дом, типичный для Ростова конца XIX века. Ему удалось пережить лихолетье XX века, ураган 1953 года, и главное — натиск современной застройки исторического центра.
Дом отремонтировали. После длинного хождения по мукам в 1995 году, в День взятия Бастилии, то есть 14 июля, был открыт выставочный зал:10.
На протяжении всего времени с создания Дома творчества Наталья Фёдоровна является основным советником и помощником сына, отвечая за такие важные направления деятельности организации как финансы, кадры и позитивные отношения с городской администрацией.
Название выбранное сначала для выставочного зала, а потом и для галереи, и Дома творчества — «Хорс», достаточно символично, так как оно в древнерусской языческой мифологии является именем бога солнца.
В настоящее время «Хорс» — организация, продвигающая современное профессиональное искусство. По статусу это художественная галерея и частный домашний музей, бесплатный для посетителей. По сути это продолжение традиций Абрамцево, Поленово и Талашкино, где гостили и работали художники.
«Хорс» представляет собой витражную и эмальерную мастерские с небольшим выставочным залом, музеем — светёлкой, комнатами для гостей и садом для отдыха. В её основе лежит идея свободного творчества и братства художников. Здесь проходят художественные выставки, симпозиумы, мастер-классы, реализуются творческие проекты.
Особое внимание придается художественной эмали. Здесь выставляются как российские авторы, так и художники зарубежья.

## Участие в выставках
- 1982 год — ВДНХ СССР, лауреат бронзовой медали, Москва

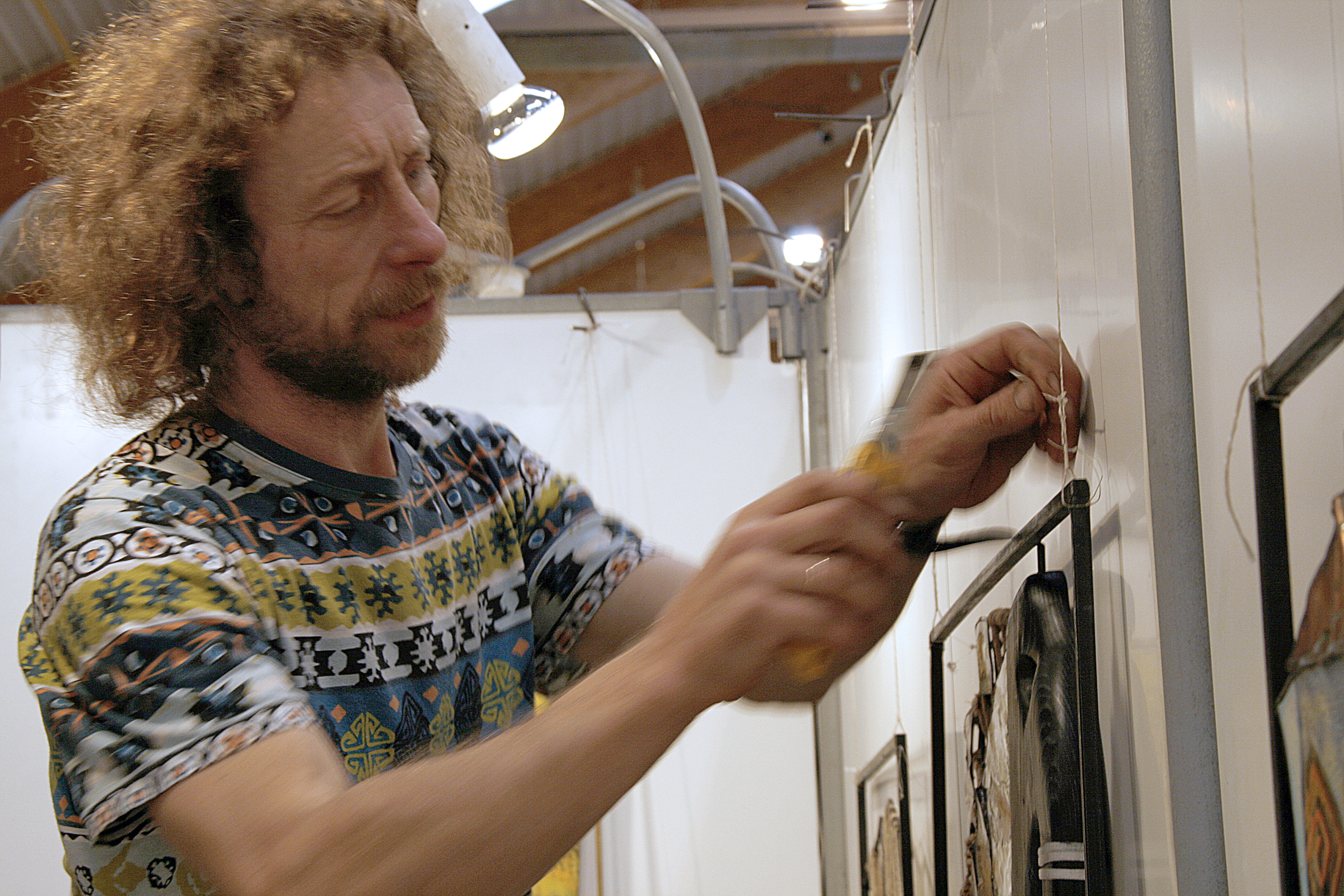
Михаил Селищев. Монтаж выставки, Либрамон-Шевиньи, Бельгия, 2012 г.

- 1989 год — Всесоюзная выставка дипломов, Минск
- 1990 год — 7-я Художественная выставка «Советский Дальний восток», Якутск
- 1991 год — Республиканская выставка монументальной живописи, Челябинск
- 1992 год — Республиканская выставка, Москва
- 1996 год — «Современный художественный металл и камень», Сергиев Посад
- 1993—1995, 1999 год — Международные выставки эмали: Москва, Санкт-Петербург, Ярославль, Дайдесхайм (Германия), Милан (Италия), Клуж-Напока (Румыния)
- 1999 год — Выставки эмали, Ярославль, Кострома
- 2000 год — Международный фестиваль эмали, Морез (Франция); Выставки в Российском центре науки и культуры, Дели, Бомбей, Мадрас (Индия)
- 2001 год — Галерея «Чертаново», Москва; Бомбей (Индия), Вена (Австрия), Зальцбург (Австрия); Международная выставка эмали, Дели (Индия)
- 2002 год — «Осенний транзит», Алматы (Казахстан); Российско-австрийская выставка в Русском культурном институте, Вена (Австрия)
- 2003 год — Выставка, посвященная 70-летию Ярославского Союза художников, Ярославль
- 2004 год — «Артсалон — 2004», Москва; «Ростовская эмаль», Русская галерея, Вильнюс (Литва); «Эмаль. Творчество. Художник», Ярославль; Выставка, посвященная 1000-летию Ярославля; «ЛибрАрт — 2004», Артсалон, Либрамонт (Бельгия); «Artists From Around The World», Международная художественная выставка в Open Middle School, Вена (Австрия)
- 2005 год — «Золотые руки мастеров», ВВЦ, Москва; 4-я Международная бьеннале «Мир эмали», Салоу (Испания) (почетный диплом жюри); Выставка, посвященная 60-летию Великой Победы, Москва; Юбилейная выставка, посвященная 750-летию Калининграда; Выставка художественной эмали, Плёс; Выставка участников международного симпозиума по эмали, Ростов; Всероссийская юбилейная выставка «60 лет Великой Победы»; Всероссийская выставка декоративно-прикладного искусства, Москва

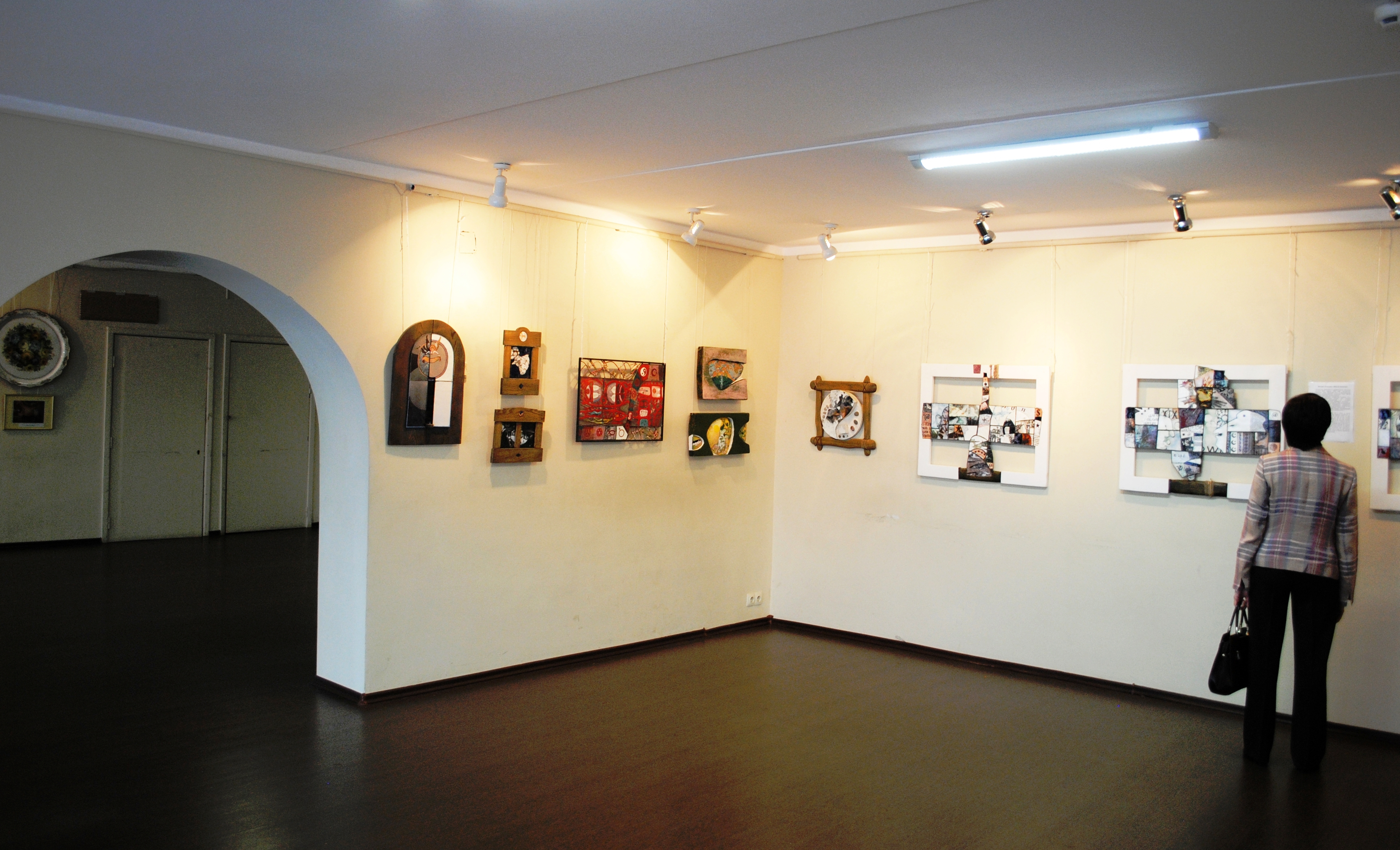
Работы М. А. Селищева на выставке «Мастера России» в МАХЛ РАХ, 2012 г.

- 2006 год — Московская выставка декоративно-прикладного искусства, Москва; «Интермузей — 2006», Москва; 2-я Международная Биеннале эмали «Новая волна», Тбилиси (Грузия); «Ростов — душа России» Дели, Нагар (Индия)
- 2007 год — «Искусство в действии», Оксфорд (Англия); «Искусство эмали», Санкт-Петербург; проект «Алфавит», Ростов; 5-я Международная Биеннале «Мир эмали», Салоу (Испания) (почетный диплом жюри); Юбилейная выставка МСХ, Москва
- 2008 год — Выставка по итогам симпозиума эмали во Владикавказе; проект лэнд-арт «Отражения», Кенозерский национальный парк; «Монументальное искусство России», Ярославль
- 2009 год — «Белое Рождество», Москва; «Петербургские встречи», Санкт-Петербург, Москва; 1-й Международный фестиваль эмали на Украине, Киев (Украина); Выставка декоративно-прикладного искусства «Диалог», Москва; «Российская эмаль», Равенштайн (Нидерланды), Дайдесхайм (Германия)
- 2012 год — «Мастера России», Москва, МАХЛ РАХ; 25-й Международный салон «Libr’Art 2012», Либрамон-Шевиньи (Бельгия)
- 2013 год — Биеннале современного искусства «Артек», Париж (Франция); Международная выставка эмали, Москва (Россия); Выставка современного искусства эмали, Равенштейн (Нидерланды); Международный фестиваль портрета «Артек», Шато де Борегар (Франция); Международная выставка современного искусства «Артек», Губбио (Италия); Второй международный фестиваль эмали, Киев (Украина); Арт-проект «Неандерталец», Гановце (Словакия); «Игра с огнем», выставка эмали в проекте «Рельефы цвета» галерея «Стерх», Сургут (Россия); Арт-ярмарка «Хобби и увлечения», Пермь (Россия)
- 2014 год — Весенний салон в Париже «Артек» (Франция), Московская весенняя выставка декоративно-прикладного искусства (Россия), «Что такое искусство?» Российско-французская выставка «АРТЕК», музей Н. Островского, Москва (Россия); «Что такое искусство?» Российско-французская выставка «АРТЕК», арт-галерея «Хорс», Ростов; Международная выставка эмали, Несвади (Словакия); «Зазеркалье, игра с зеркалами», Ярославль (Россия); Лэнд-арт проект «Неандерталец», Гановце (Словакия); Международная выставка портретов животных, Борегар (Франция); Осенний салон в Париже (Франция)
- 2015 год — Первая биеннале в Урбино (Италия); Вторая Московская выставка эмали (Россия); Арт-экспо, Милан (Италия); Второй фестиваль эмали в Ростове (Россия); «Essence», выставка участников симпозиума по эмали в Эрфурте (Германия); Арт-ярмарка в Амстердаме, (Нидерланды); Восьмая триеннале эмали, Фридек-Мистек (Чехия); Осенний салон в Париже (Франция)
- 2016 год — Арт Экспо, Барселона (Испания); «Mediterranea», Международная выставка эмали CKI, Барселона (Испания); Международная выставка современного искусства, Прага (Чехия); Первая триеннале ДПИ в Екатеринбурге (Россия); IV биеннале эмали (Чили)
- 2017 год — «22», Выставка экспериментальной эмали, Ростов (Россия); «Re.Form», 17 симпозиум эмали, Эрфурт (Германия)
- 2018 год — 30-й Международный салон «Libr’Art 2018» Либрамон-Шевиньи (Бельгия)

## Персональные выставки
- 1991 год — Биробиджан (ЕАО)
- 1994—1996, 1999—2001 гг. ЦДХ, Москва
- 1996 год — Калининград
- 1997 год — Александров, Ростов
- 1998 год — Владимир
- 1999 год — Осло (Норвегия), Череповец, Хельсинки (Финляндия), Ростов
- 2002 год — Кострома, Тула, Орёл, Москва, Ростов, Вена (Австрия)
- 2003 год — «Бесполезные объекты», ЦДХ, Москва; «Птица счастья», галерея «Арт-Трофи», Москва
- 2004 год — «Бесполезные объекты», Торредембарра (Испания), Ростов, Москва; «Деревянные истории», Вильнюс (Литва)
- 2005 год — «Дети солнца», Лима (Перу); «Избранное», Ярославль; «Дети солнца», Ростов, Москва
- 2006 год — «Пространство мифа», Череповец; «Сияющие эмали», Вологда
- 2007 год — «Движение стихий», Ростов; «Эмаль», галерея Dreiklang, Ганновер-Мюнден (Германия)
- 2008 год — «Искусство эмали», Ростов; «Эмаль», галерея «Time», Вена (Австрия)
- 2010 год — Выставка, посвященная 15-летию арт-галереи «Хорс», Ростов (Россия)
- 2013 год — «В кругу ангелов», Москва (Россия)
- 2014 год — «Троянский след», ЦДХ, Москва (Россия)
- 2015 год — Выставка эмали, галерея «У Золотого петуха», Прага (Чехия); «Троянский след» галерея «Виноградов», Берлин (Германия)
- 2016 год — Выставка эмали, Прага (Чехия); Выставка «Метаморфозы», Ростов (Россия); Выставка эмали, Яхимов (Чехия); Выставка «Эмаль», Веймар (Германия); выставка эмали «Троянский след», Екатеринбург (Россия)
- 2017 год — «Метаморфозы», Яхимов (Чехия); «Гоголь. В дорогу!», Ростов (Россия); «Движение стихий», Веймар (Германия)
- 2018 год — Выставка эмали «Чужие сны», Ростов (Россия); «Из жизни насекомых», к 120-летию поэта Николая Олейникова, Яхимов (Чехия)

## Участие в симпозиумах
- 1992 год — Минеральные Воды
- 1995—1996 гг. Хасборн (Германия)
- 1997—2008 гг. Ежегодные Международные симпозиумы в Ростове Великом
- 1999—2002, 2007, 2008 год — Кечкемет (Венгрия)
- 2008 год — Северная Осетия
- 2013 год — Международный симпозиум по эмали, Фридланд-над-Остравицей (Чехия); Международный лэнд-арт симпозиум «Мистерия охоты», Гановце (Словакия)
- 2014 год — Международный симпозиум по эмали, Фридланд-над-Остравицей (Чехия); Международный лэнд-арт симпозиум «Мистерии жизни — от древности до наших дней», Гановце (Словакия)
- 2015 год — Международный симпозиум в Эрфурте (Германия)
- 2018 год — Международный мини-симпозиум «Glass and metal» в Гоа (Индия)

## Проведённые мастер-классы
- 2005 год — Ростов Великий
- 2006 год — Великобритания
- 2007 год — Ростов
- 2008 год — Германия
- 2009 год — Германия, Украина
- 2010—2017 год — Ростов Великий
- 2013 год — Сургут
- 2018 год — Ростов, Индия

## Участие в творческих организациях
- Член Союза художников СССР — с 1991 года.
- Член Союза художников России — с 1992 года.
- Член ИКОМ (Международного совета музеев) — с 2003 года.
- Член Творческого объединения «Хорс» — 2004 года.
- Член Московского Союза художников — с 2005 года.

## Награды
- 1982 год — Бронзовая медаль ВДНХ СССР, Москва
- 2004 год — Дипломант Российской Академии художеств
- 2005 год — Дипломант IV Международного Биеннале «Мир эмали» в Салоу (Испания)
- 2007 год — Дипломант V Международного Биеннале «Мир эмали» в Салоу (Испания)
- 2012 год — I премия Международного Арт-салона «LibrArt` 2012» в Либрамоне (Бельгия)
- 2014 год — Главный приз Международного фестиваля «Чемадок» в Несвади (Словакия)
- 2015 год — Первая премия Осеннего салона в Париже (Франция)
- 2016 год — Серебряная медаль Академии художеств России

Работы Михаила Селищева находятся в музеях городов:
Хабаровска, Калининграда, Александрова, Ростова, Москвы, Вологды (Россия), Кечкемет (Венгрия), Дайдесхайм (Германия), Салоу (Испания), Несваде (Словакия), Сургут (Россия), Киев (Украина), а также в частных коллекциях России и зарубежья.

## Галерея

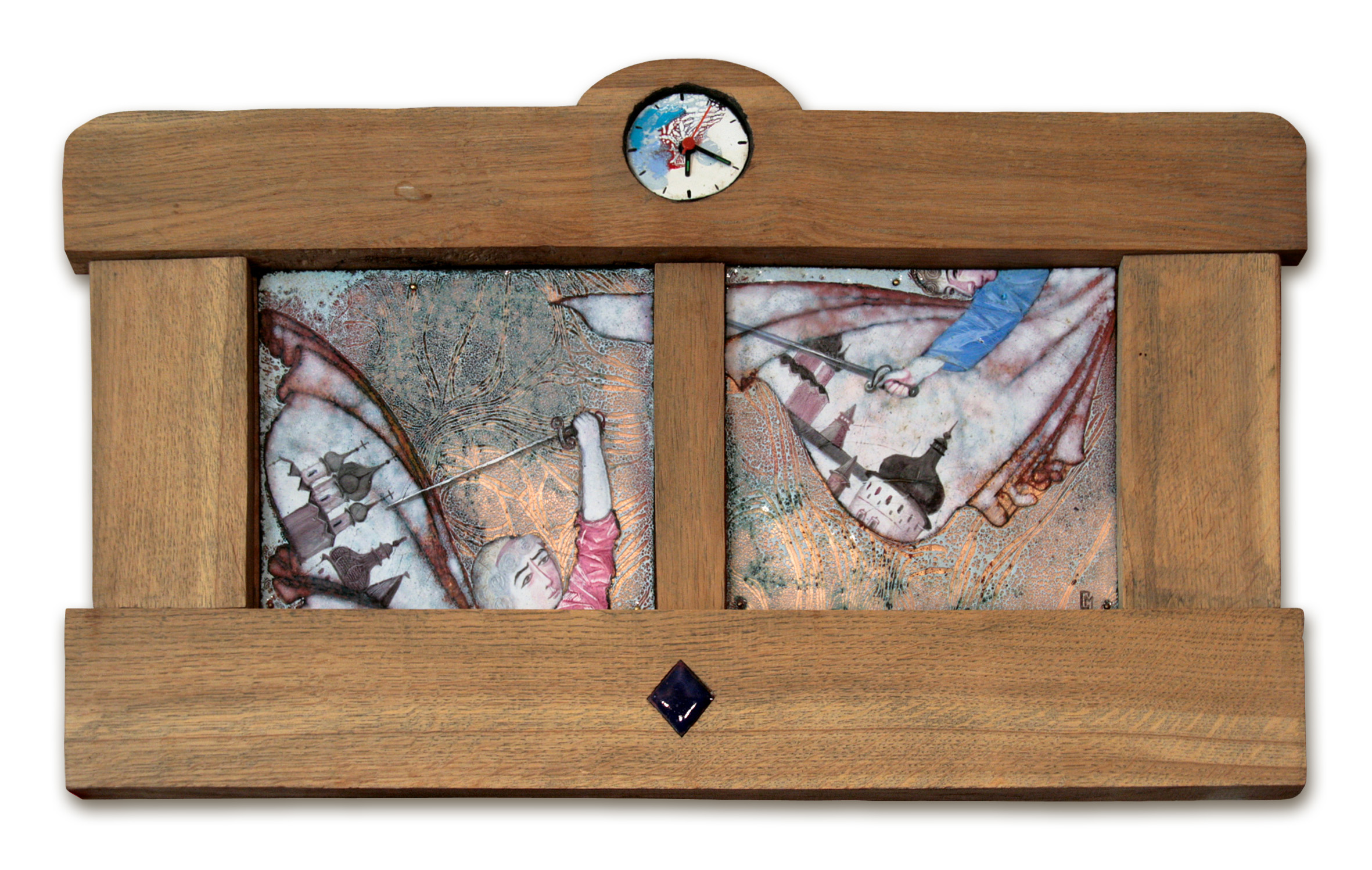
из цикла "Грёзы средневековья" 1998 г.
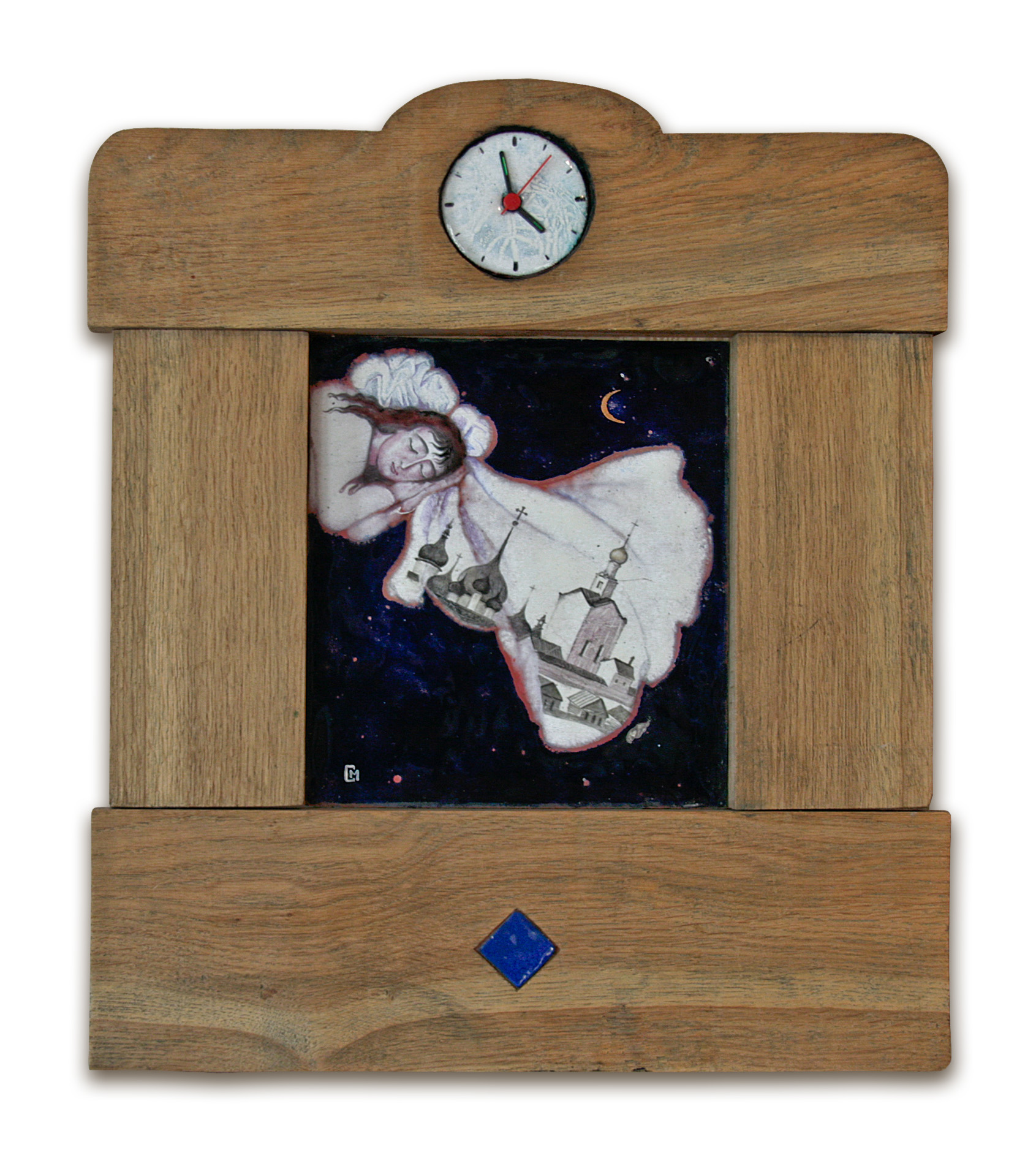
из цикла "Грёзы средневековья" 1998 г.
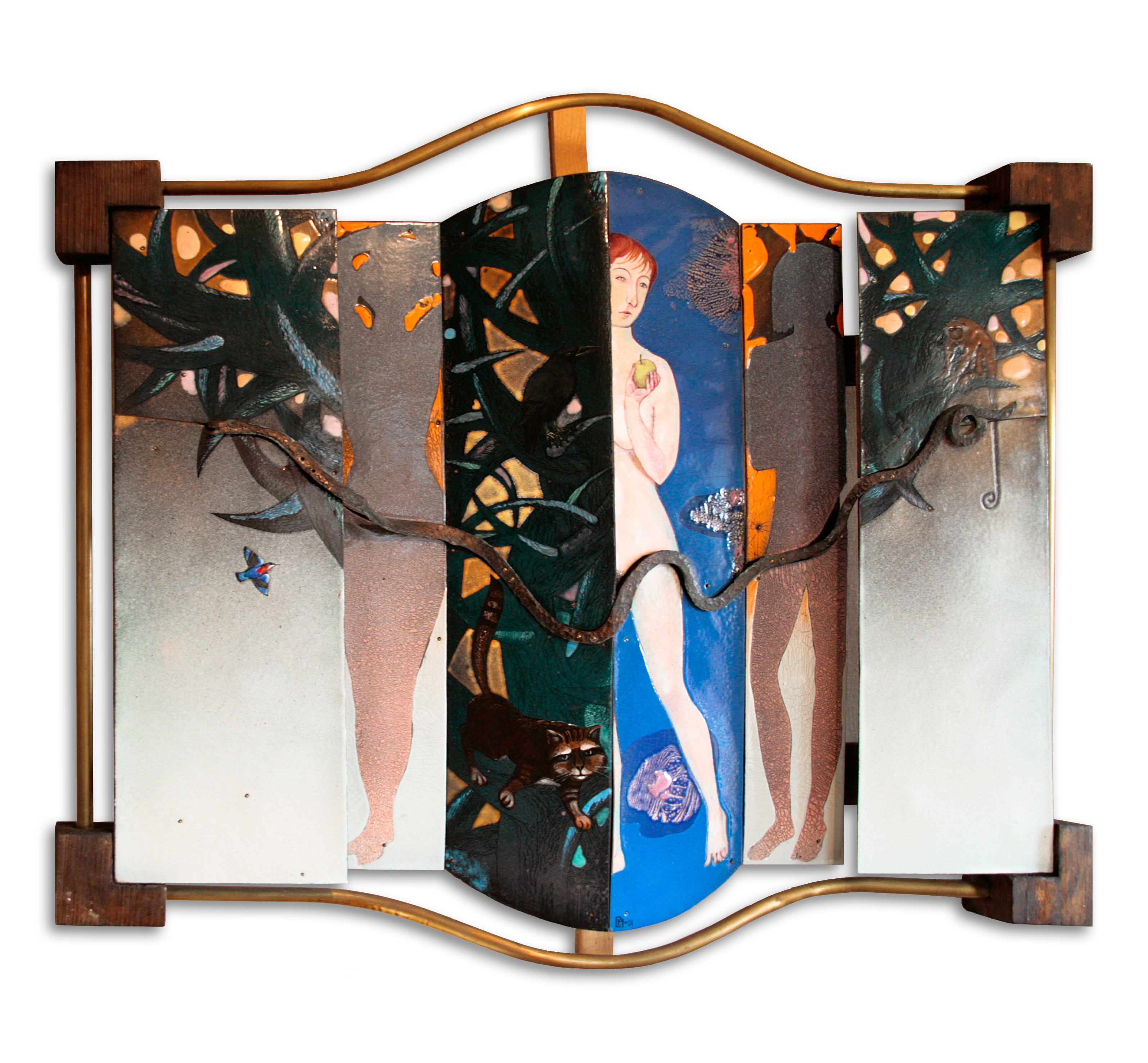
Древо познания из цикла "Аллегории прошлых лет" 2001 г.
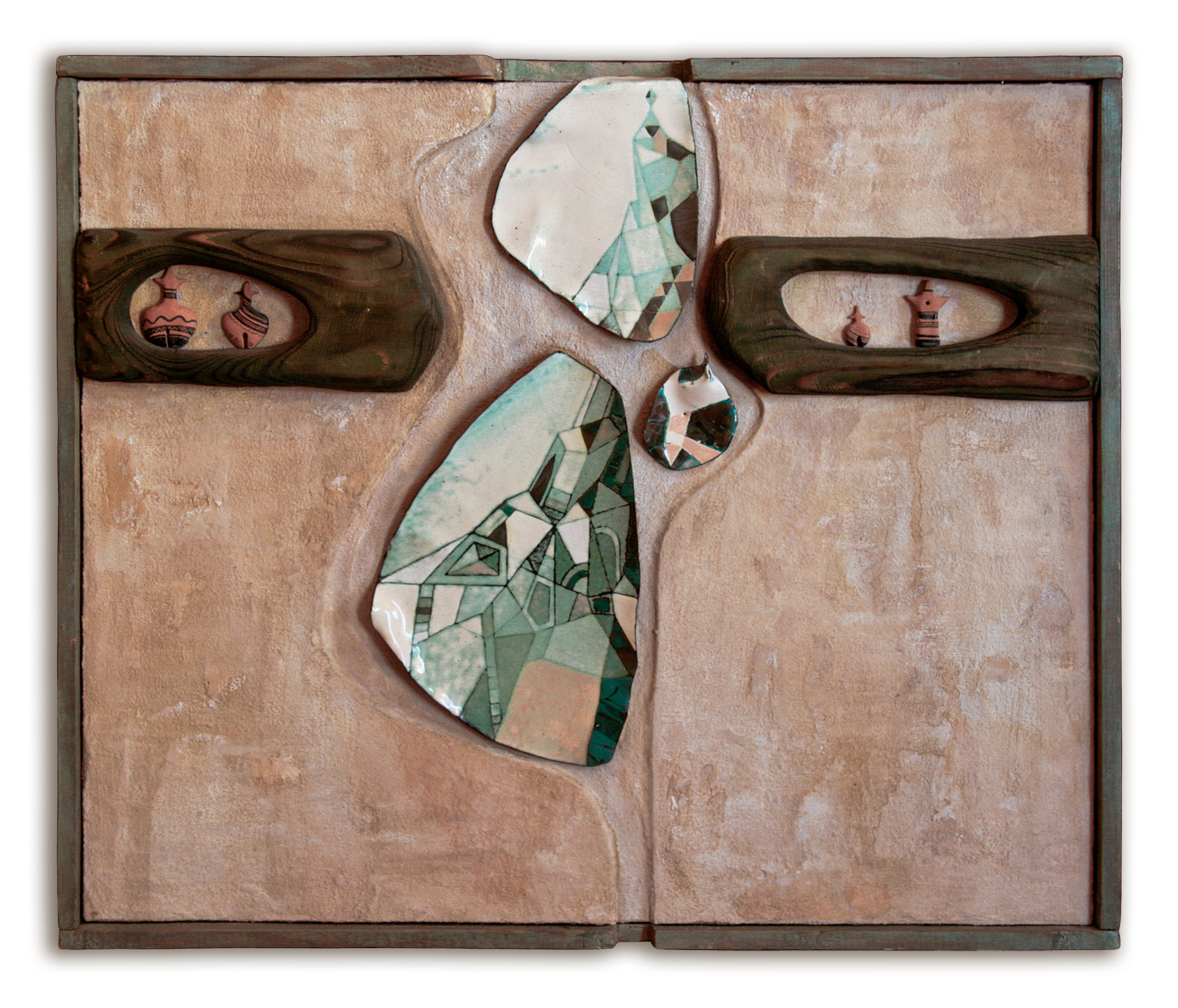
из цикла "Начало Третьего тысячелетия" 2001 г.
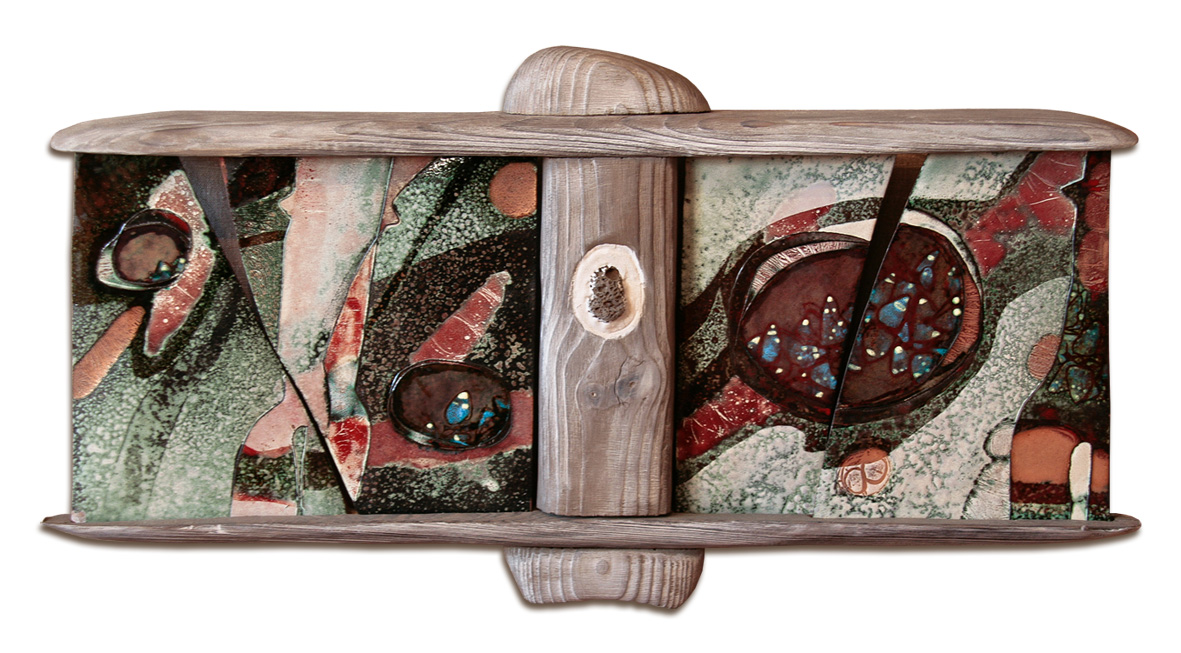
из цикла "Дорожные амулеты" 2003 г.
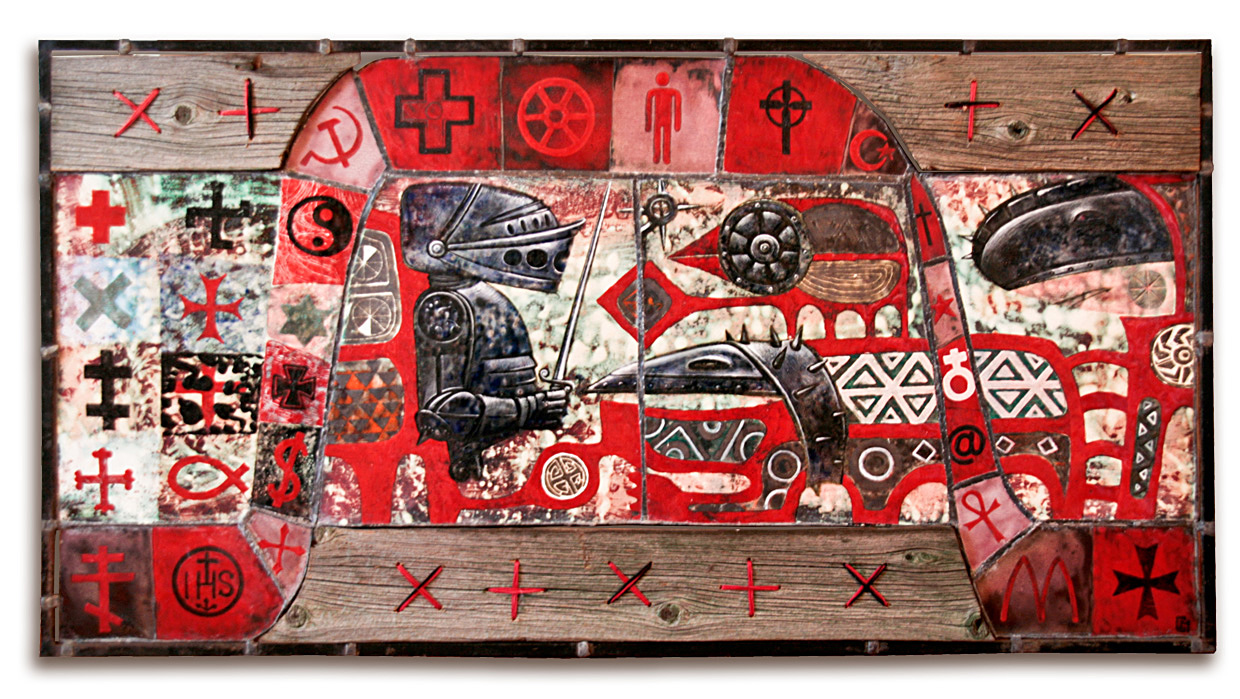
Доблестные рыцари из цикла "Дыхание стихий" 2009 г.
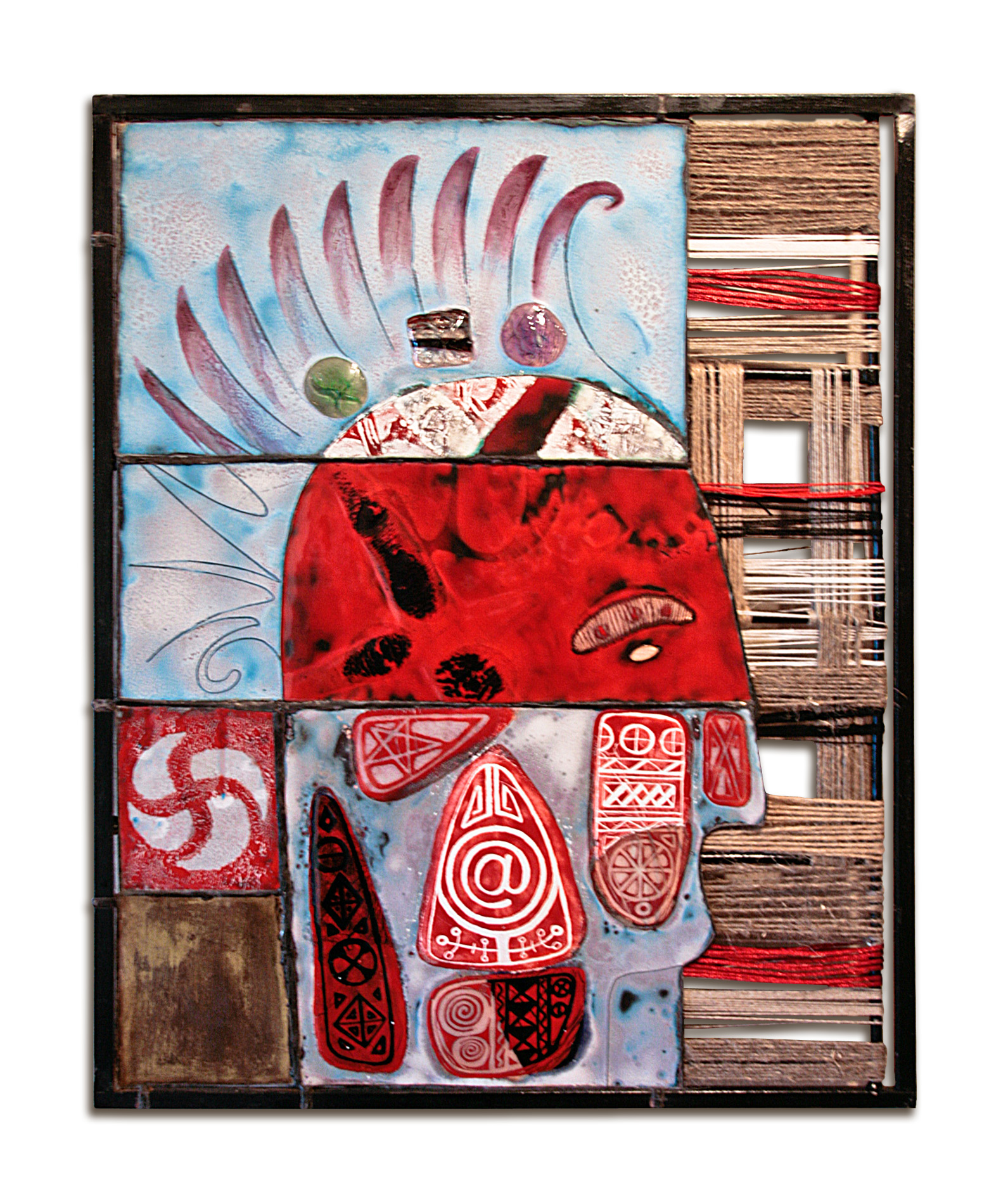
Ганс из цикла "Дыхание стихий" 2009 г.
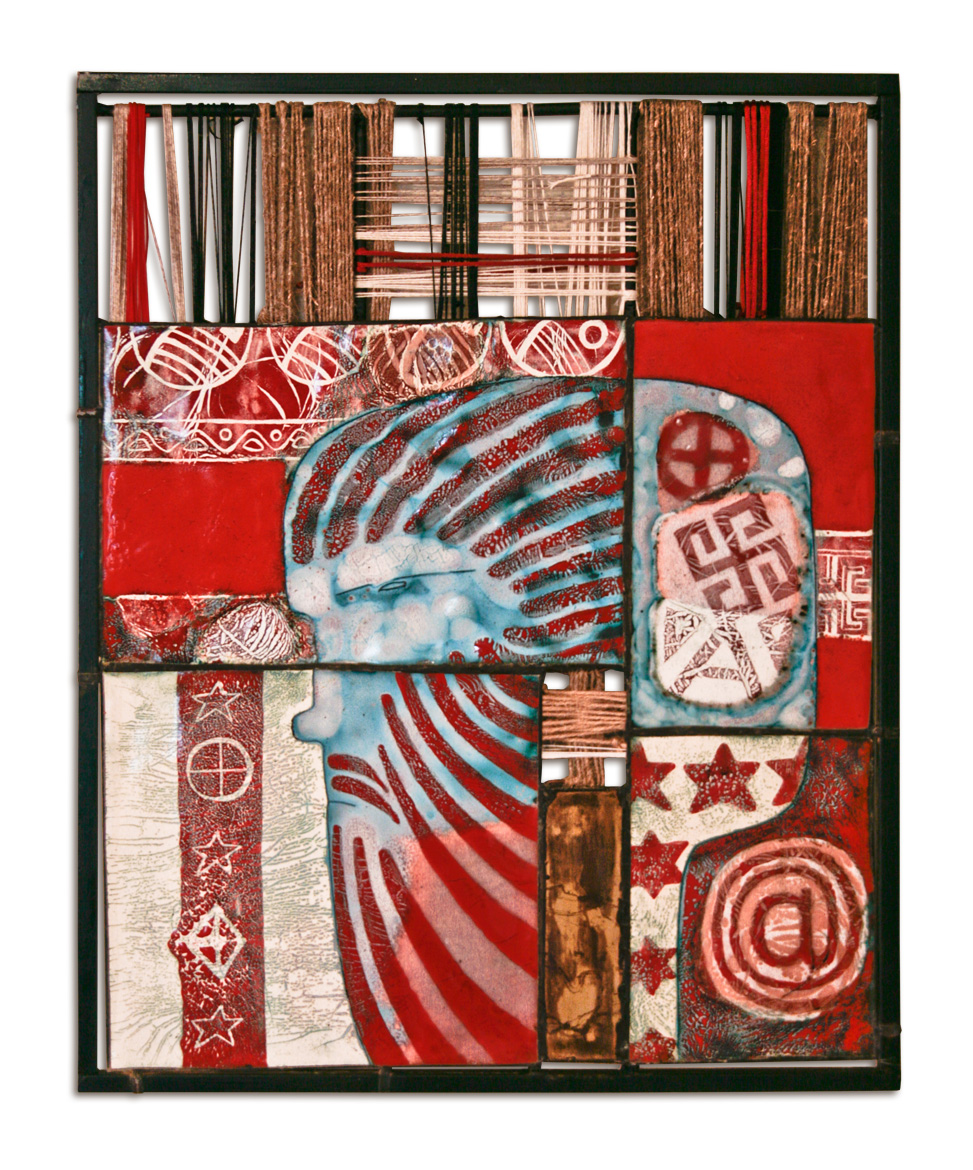
Иван из цикла "Дыхание стихий" 2009 г.
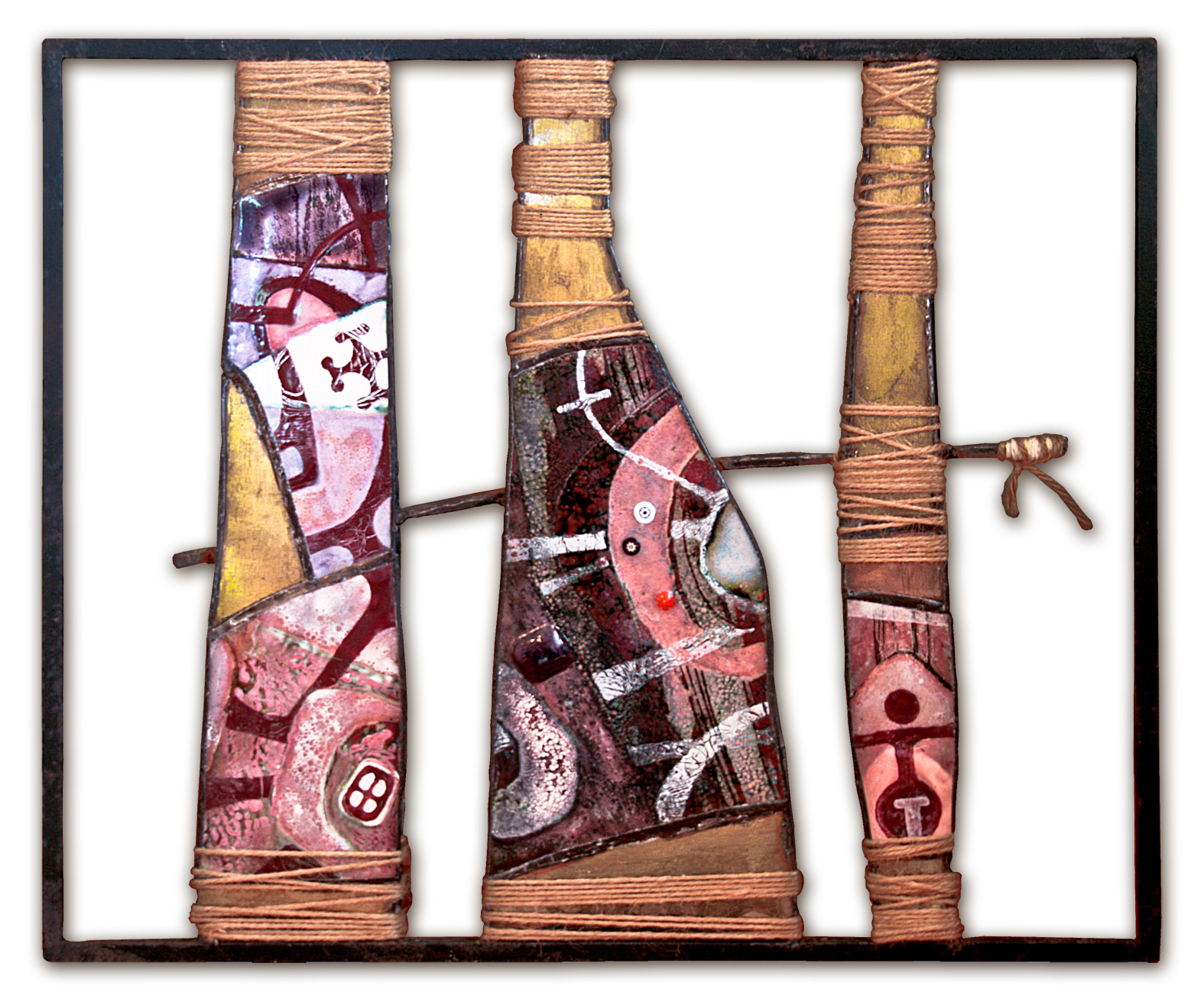
Три куколки 2009 г.
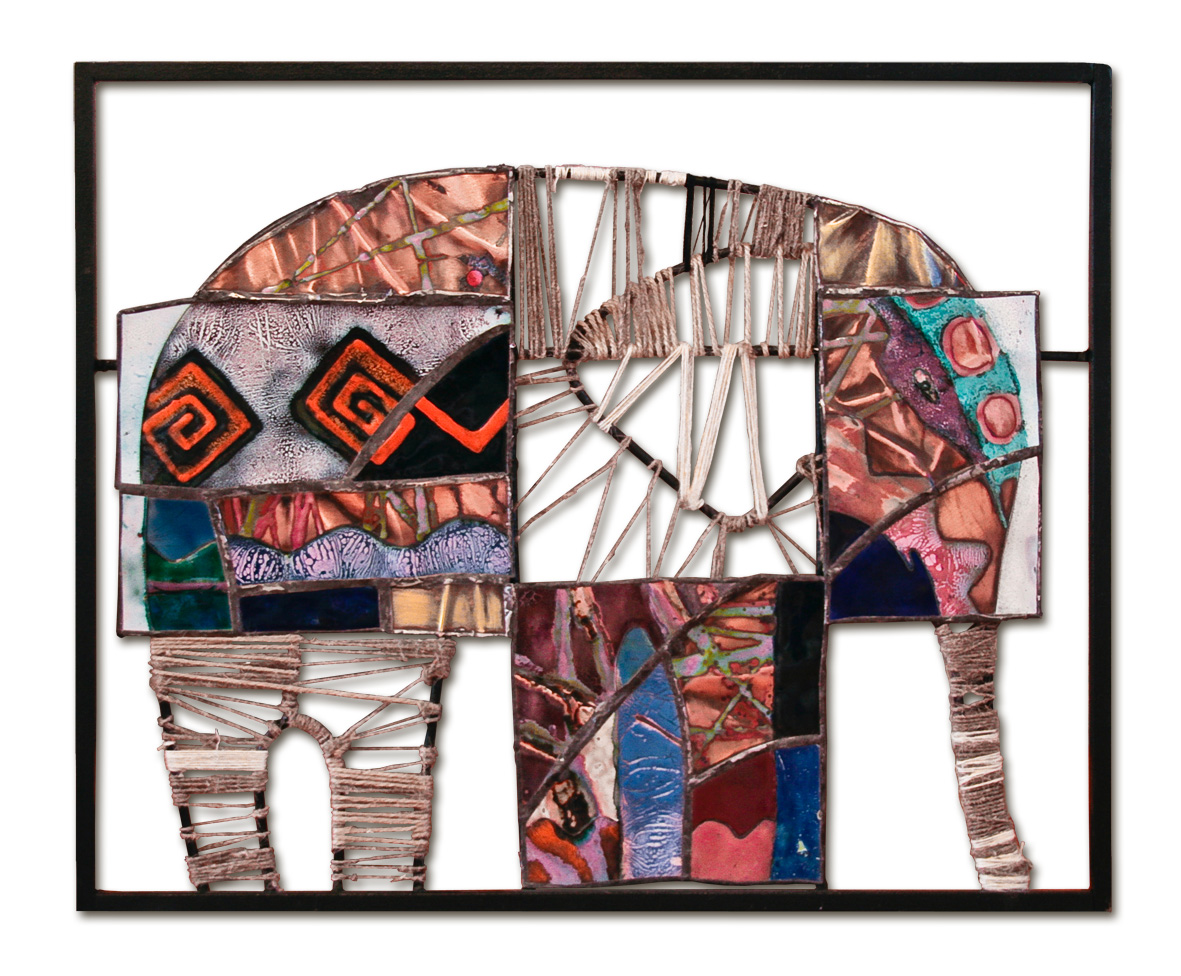
Индийский слон 2010 г.
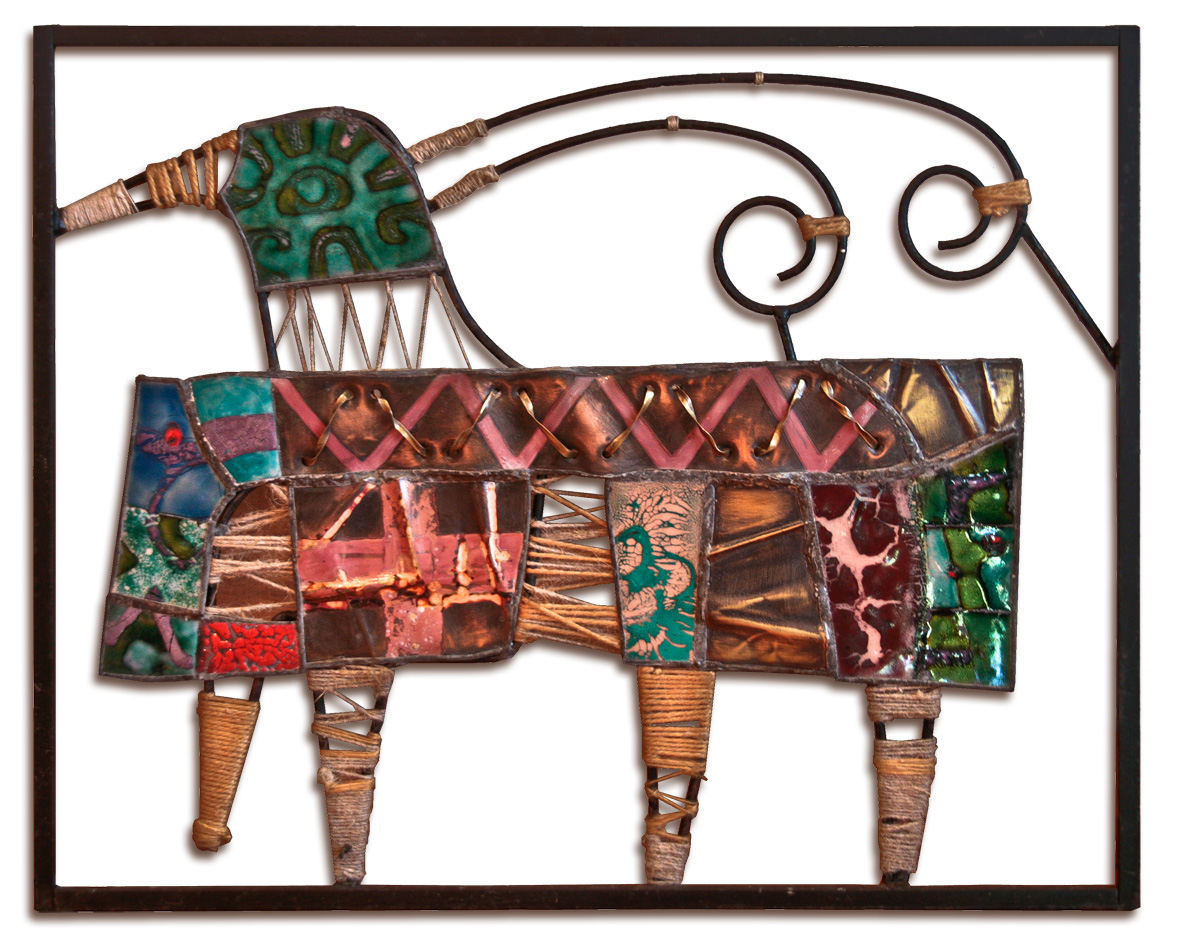
Мархур 2010 г.
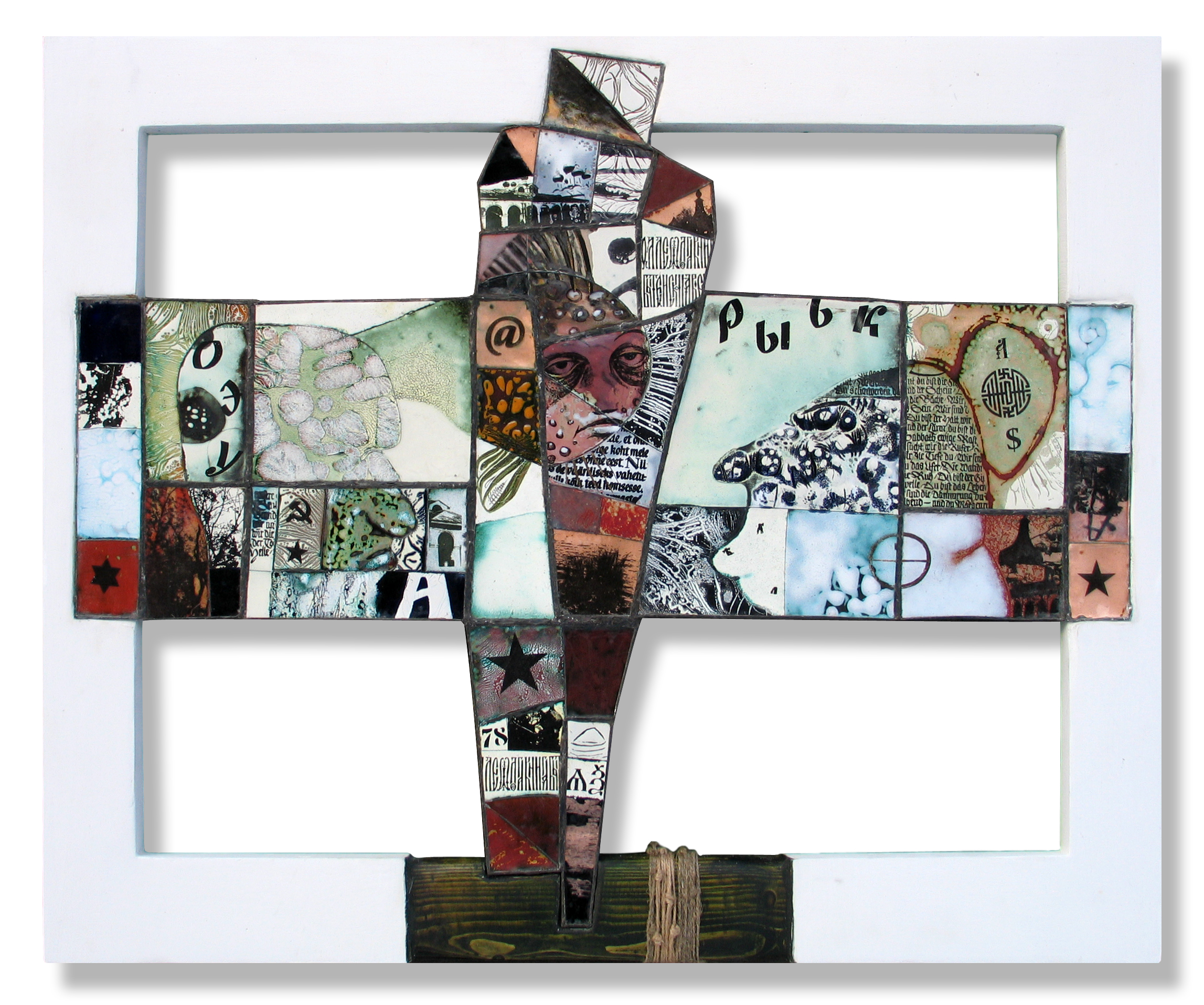
Сказка о Золотой рыбке из цикла "Сказки Пушкина" 2012 г.
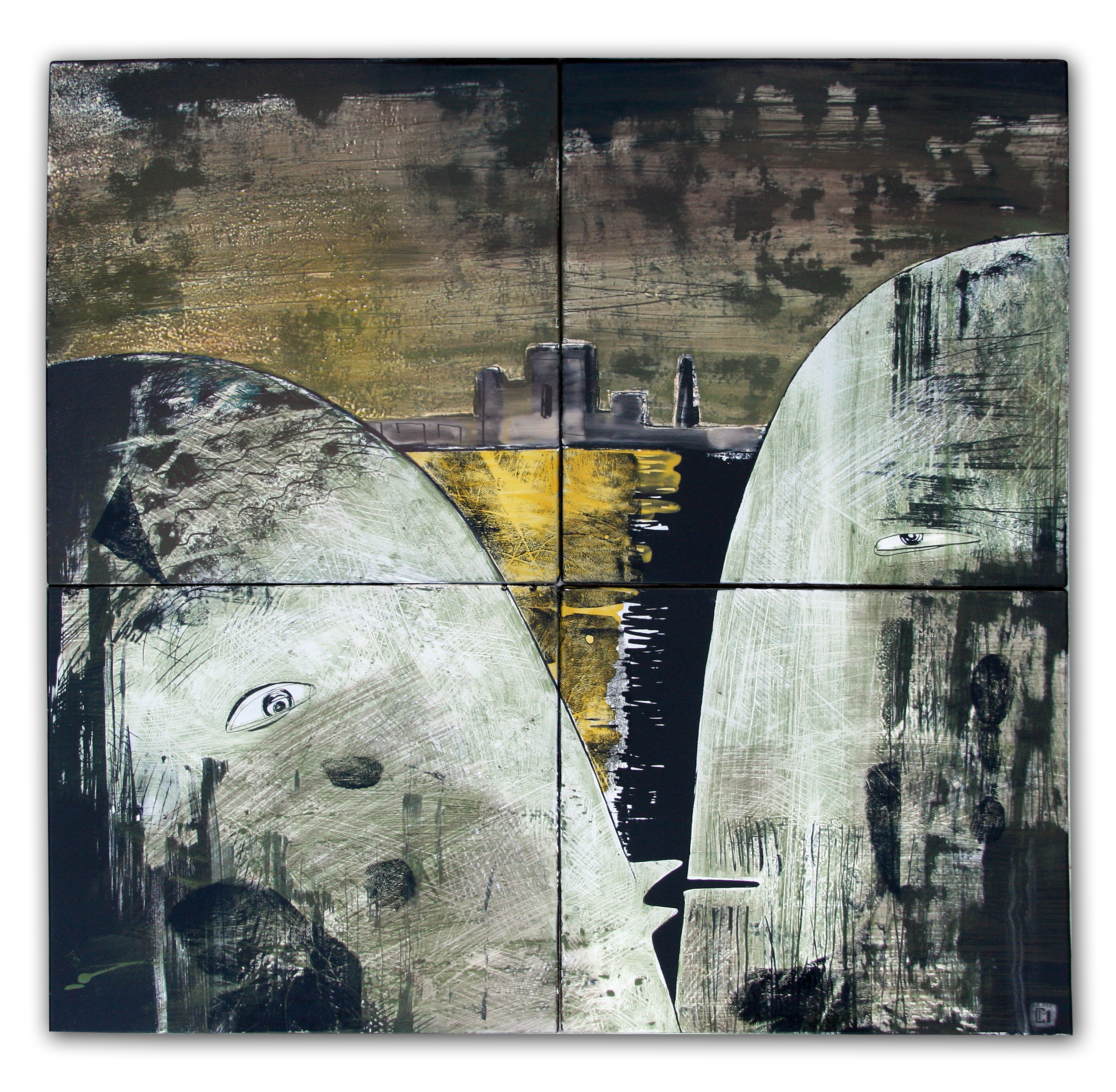
Поцелуй 2013 г.
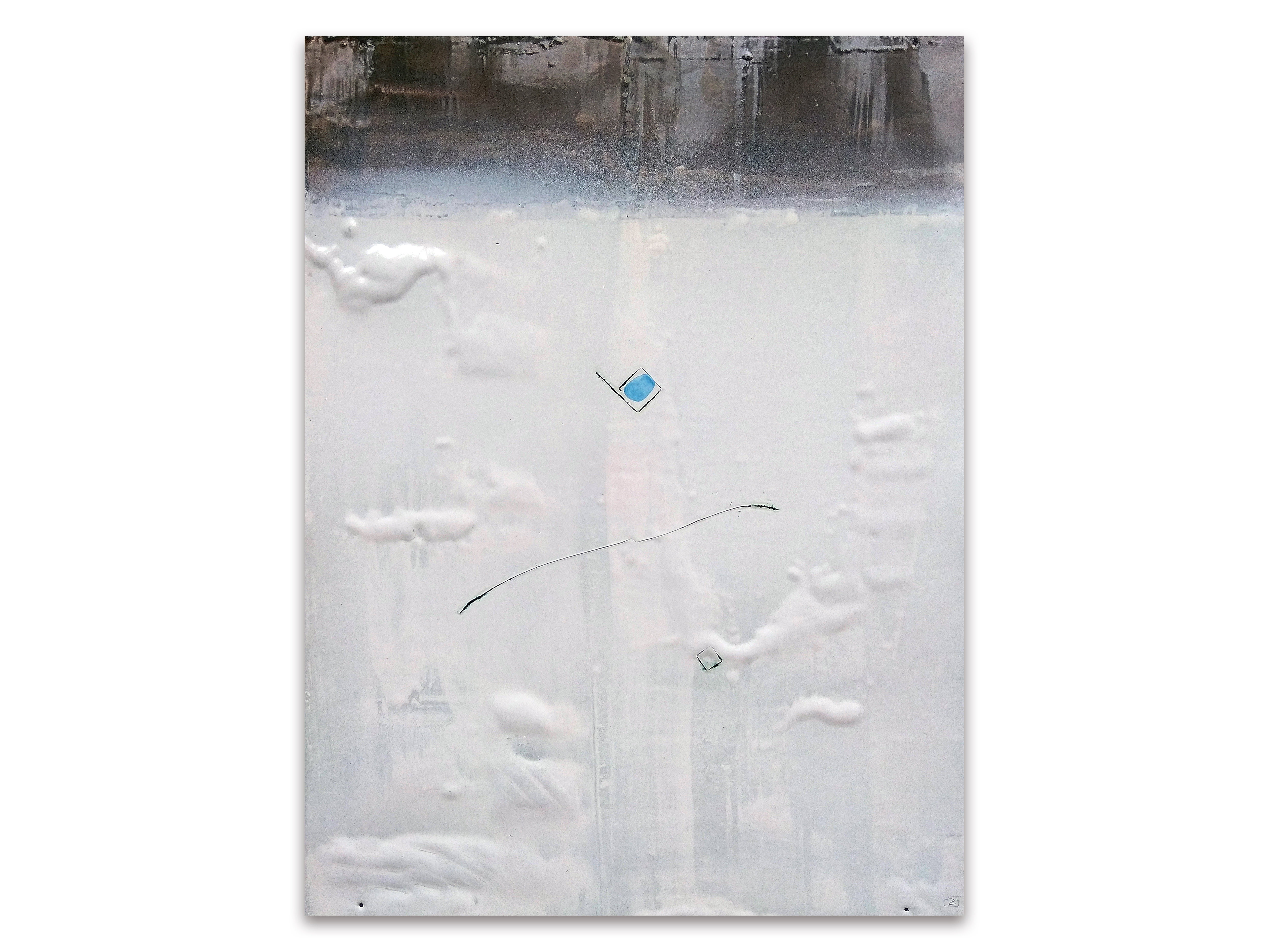
Чужие сны 2017 г.
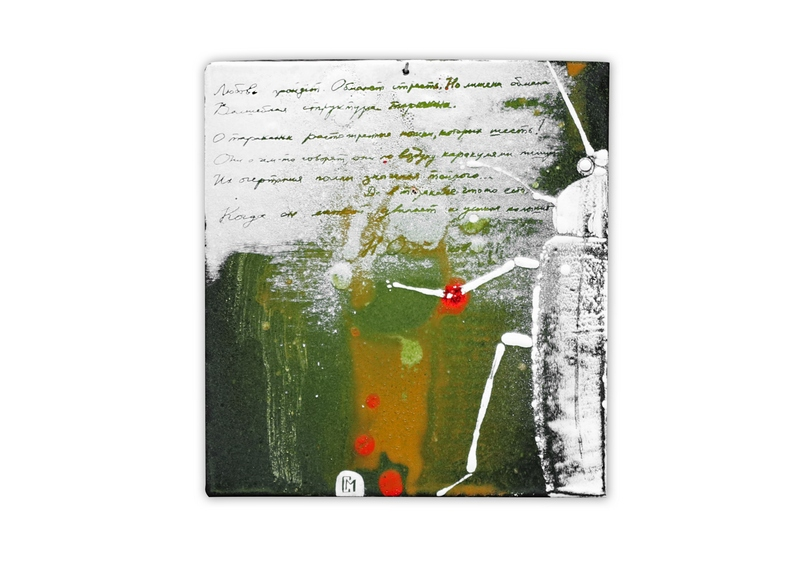
Таракан из цикла "Из жизни насекомых" 2018 г.